# أرجيريس بيدولاكيس
أرجيريس بيدولاكيس (باليونانية: Αργύρης Πεδουλάκης)‏ مواليد 26 مايو 1964 في أثينا، هو مدرب كرة سلة يوناني ولاعب معتزل. بدأ مسيرته الاحترافية في سنة 1977. اعتزل اللعب في 1995. لعب مع نادي باناثينايكوس لكرة السلة وبيريستيري.

## روابط خارجية
- أرجيريس بيدولاكيس على موقع الاتحاد الدولي لكرة السلة (الإنجليزية)